# サービス (システムアーキテクチャ)
ソフトウェアアーキテクチャ、サービス指向、およびサービス指向アーキテクチャの文脈で、サービス（英: service）という用語は、異なるクライアントがさまざまな目的のために再利用できる、目的を持ったソフトウェア機能または一連のソフトウェア機能（例: 指定した情報の検索や、一連の操作の実行）並びに、その使用を制御すべき方針（例: サービスを要求するクライアントのIDに基づく）を言う。
標準化団体のOASISは、サービスを『1つ以上の機能へのアクセスを可能にする機構であり、アクセスは所定のインタフェースを使用して提供され、サービス記述によって指定された制約とポリシーに従って行使される。』と定義している。

## サービス工学
ビジネスアナリスト、ドメインエキスパート、エンタープライズアーキテクチャチームは、最初にトップレベルの事業機能を定義することにより、組織のサービスモデルを開発する。事業機能が定義されると、さらに細分化され、組織の資産をさまざまな状態で管理するために必要なプロセスと活動を表すサービスへと洗練される。一例として「注文の管理」というビジネス機能を、「注文の作成」、「注文の履行」、「注文の出荷」、「注文の請求」、「注文のキャンセル／更新」などのサービスに分割する。これらのビジネス機能は、所与のプロジェクトおよび事業領域の文脈において、適切な粒度を備えている必要がある。
サービス工学（service engineering）では、OpenUPやドメイン駆動設計のような汎用的な手法から、サービス指向モデリングで説明した手法まで、多くの分析および設計手法が使用できる。